# Aire d'attraction de Paris
L'aire d'attraction de Paris est un zonage d'étude défini par l'Insee pour caractériser l’influence de Paris sur les communes environnantes. Publiée en octobre 2020, elle comporte 1 926 communes au 1er janvier 2025 et se substitue à l'aire urbaine de Paris, qui en comportait 1 751 dans le zonage de 2010.

## Définition
L'aire d'attraction d'une ville est composée d’un pôle, défini à partir de critères de population et d’emploi ainsi que d’une couronne constituée de communes dont au moins 15 % des actifs travaillent dans le pôle. Le pôle d’attraction constitue ainsi un point de convergence des déplacements domicile-travail,.

## Géographie
L’aire d'attraction de Paris est une aire inter-régionale qui comporte 1 926 communes : la totalité des communes d'Île-de-France, 292 situées dans l'Oise, 116 dans l'Eure, 114 en Eure-et-Loir, 72 dans l'Aisne, 40 dans le Loiret, 15 dans l'Yonne, 5 dans la Marne, 3 dans l'Aube, 2 dans la Seine-Maritime.

### Carte

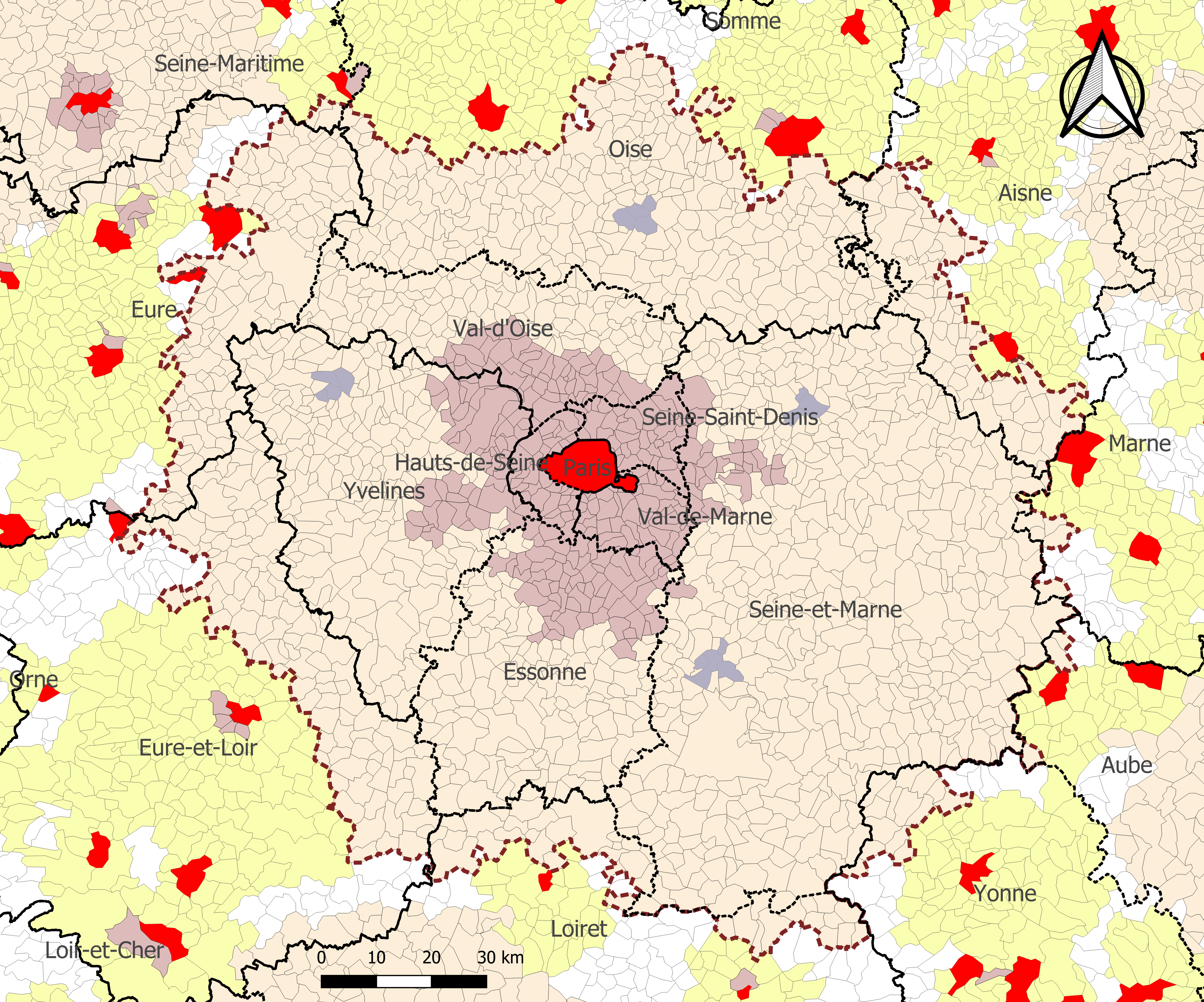
Carte de l'aire d'attraction de Paris.
Commune-centre
Commune du pôle principal
Commune d'un pôle secondaire
Commune de la couronne
Commune d'une couronne d'une aire d'attraction de ville de population inférieure à 200000 habitants

### Composition communale
| Catégorie                     | Département       | Nombre | Communes |
| ----------------------------- | ----------------- | ------ | --- |
| Commune-centre                | 75                | 1      | Paris. |
| Commune du pôle principal     | Hauts-de-Seine    | 36     | Toutes les communes du département. |
| Commune du pôle principal     | Seine-Saint-Denis | 39     | Toutes les communes du département. |
| Commune du pôle principal     | Val-de-Marne      | 47     | Toutes les communes du département. |
| Commune du pôle principal     | Essonne           | 66     | Arpajon, Athis-Mons, Ballainvilliers, Bièvres, Bondoufle, Boussy-Saint-Antoine, Brétigny-sur-Orge, Brunoy, Bures-sur-Yvette, Champlan, Chilly-Mazarin, Corbeil-Essonnes, Crosne, Draveil, Égly, Épinay-sous-Sénart, Épinay-sur-Orge, Étiolles, Évry-Courcouronnes, Fleury-Mérogis, Gif-sur-Yvette, Grigny, Igny, Juvisy-sur-Orge, Leuville-sur-Orge, Linas, Lisses, Longjumeau, Longpont-sur-Orge, Marcoussis, Massy, Mennecy, Montgeron, Montlhéry, Morangis, Morsang-sur-Orge, La Norville, Nozay, Ormoy, Orsay, Palaiseau, Paray-Vieille-Poste, Le Plessis-Pâté, Quincy-sous-Sénart, Ris-Orangis, Sainte-Geneviève-des-Bois, Saint-Germain-lès-Arpajon, Saint-Germain-lès-Corbeil, Saint-Michel-sur-Orge, Saint-Pierre-du-Perray, Saintry-sur-Seine, Saulx-les-Chartreux, Savigny-sur-Orge, Soisy-sur-Seine, Verrières-le-Buisson, Vigneux-sur-Seine, Villabé, Villebon-sur-Yvette, La Ville-du-Bois, Villejust, Villemoisson-sur-Orge, Villiers-sur-Orge, Viry-Châtillon, Wissous, Yerres, Les Ulis. |
| Commune du pôle principal     | Seine-et-Marne    | 27     | Bailly-Romainvilliers, Brou-sur-Chantereine, Bussy-Saint-Georges, Champs-sur-Marne, Chanteloup-en-Brie, Chelles, Chessy, Combs-la-Ville, Conches-sur-Gondoire, Courtry, Dampmart, Émerainville, Guermantes, Lagny-sur-Marne, Lognes, Magny-le-Hongre, Mitry-Mory, Montévrain, Noisiel, Pontault-Combault, Roissy-en-Brie, Saint-Thibault-des-Vignes, Serris, Thorigny-sur-Marne, Torcy, Vaires-sur-Marne, Villeparisis. |
| Commune du pôle principal     | Val-d'Oise        | 54     | Andilly, Argenteuil, Arnouville, Auvers-sur-Oise, Beauchamp, Bessancourt, Bezons, Boisemont, Bonneuil-en-France, Bouffémont, Cergy, Cormeilles-en-Parisis, Courdimanche, Deuil-la-Barre, Domont, Eaubonne, Écouen, Enghien-les-Bains, Ennery, Éragny, Ermont, Ézanville, Franconville, Frépillon, La Frette-sur-Seine, Garges-lès-Gonesse, Gonesse, Groslay, Herblay-sur-Seine, Jouy-le-Moutier, Margency, Menucourt, Méry-sur-Oise, Montigny-lès-Cormeilles, Montlignon, Montmagny, Montmorency, Neuville-sur-Oise, Osny, Pierrelaye, Piscop, Le Plessis-Bouchard, Pontoise, Saint-Brice-sous-Forêt, Saint-Gratien, Saint-Leu-la-Forêt, Saint-Ouen-l'Aumône, Saint-Prix, Sannois, Sarcelles, Soisy-sous-Montmorency, Taverny, Vauréal, Villiers-le-Bel. |
| Commune du pôle principal     | Yvelines          | 50     | Achères, Aigremont, Andrésy, Bois-d'Arcy, Bougival, Carrières-sous-Poissy, Carrières-sur-Seine, La Celle-Saint-Cloud, Chambourcy, Chanteloup-les-Vignes, Chatou, Le Chesnay-Rocquencourt, Les Clayes-sous-Bois, Coignières, Conflans-Sainte-Honorine, Croissy-sur-Seine, Élancourt, Fontenay-le-Fleury, Guyancourt, Houilles, Jouy-en-Josas, Louveciennes, Maisons-Laffitte, Mareil-Marly, Marly-le-Roi, Maurecourt, Maurepas, Le Mesnil-le-Roi, Le Mesnil-Saint-Denis, Montesson, Montigny-le-Bretonneux, Le Pecq, Plaisir, Poissy, Le Port-Marly, Saint-Cyr-l'École, Saint-Germain-en-Laye, Sartrouville, Trappes, Triel-sur-Seine, Vélizy-Villacoublay, Verneuil-sur-Seine, Vernouillet, La Verrière, Versailles, Le Vésinet, Villennes-sur-Seine, Villepreux, Viroflay, Voisins-le-Bretonneux. |
| Communes d'un pôle secondaire | Oise              | 4      | Creil, Montataire, Nogent-sur-Oise, Villers-Saint-Paul. |
| Communes d'un pôle secondaire | Seine-et-Marne    | 8      | Crégy-lès-Meaux, Dammarie-les-Lys, Meaux, Le Mée-sur-Seine, Melun, Rubelles, Vaux-le-Pénil, Villenoy. |
| Communes d'un pôle secondaire | Yvelines          | 4      | Limay, Magnanville, Mantes-la-Jolie, Mantes-la-Ville. |
| Communes de la couronne       | Seine-et-Marne    | 472    | Toutes les communes du département, hors celles dans le pôle principal et le pôle secondaire. |
| Communes de la couronne       | Oise              | 288    | Abbecourt, Acy-en-Multien, Les Ageux, Agnetz, Airion, Amblainville, Andeville, Angicourt, Angivillers, Angy, Ansacq, Antilly, Apremont, Auger-Saint-Vincent, Aumont-en-Halatte, Auteuil, Autheuil-en-Valois, Avilly-Saint-Léonard, Avrechy, Avrigny, Bailleul-le-Soc, Bailleval, Balagny-sur-Thérain, Barbery, Bargny, Baron, Bazicourt, Les Hauts-Talican, Beaurepaire, Belle-Église, Berneuil-en-Bray, Berthecourt, Béthancourt-en-Valois, Béthisy-Saint-Martin, Betz, Blaincourt-lès-Précy, Blincourt, Boissy-Fresnoy, Bonneuil-en-Valois, Boran-sur-Oise, Borest, Bornel, Boubiers, Bouconvillers, Bouillancy, Boullarre, Boursonne, Boury-en-Vexin, Boutencourt, Brasseuse, Brégy, Brenouille, Breuil-le-Sec, Breuil-le-Vert, Bulles, Bury, Cambronne-lès-Clermont, Catenoy, Cauffry, Cauvigny, Cernoy, Chamant, Chambly, Chambors, Chantilly, La Chapelle-en-Serval, Chaumont-en-Vexin, Chavençon, Chèvreville, Chevrières, Choisy-la-Victoire, Cinqueux, Cires-lès-Mello, Clermont, Corbeil-Cerf, Le Coudray-sur-Thelle, Courcelles-lès-Gisors, Courteuil, Coye-la-Forêt, Cramoisy, Crépy-en-Valois, Crouy-en-Thelle, Cuignières, Cuvergnon, Delincourt, La Drenne, Dieudonné, Duvy, Éméville, Énencourt-Léage, La Corne-en-Vexin, Épineuse, Éragny-sur-Epte, Ercuis, Ermenonville, Erquery, Erquinvillers, Esches, Étavigny, Étouy, Ève, Fay-les-Étangs, Feigneux, Fitz-James, Flavacourt, Fleurines, Fleury, Fontaine-Chaalis, Fouilleuse, Foulangues, Fournival, Francières, Montchevreuil, Fresne-Léguillon, Fresnoy-en-Thelle, Fresnoy-la-Rivière, Fresnoy-le-Luat, Gilocourt, Glaignes, Gondreville, Gouvieux, Grandfresnoy, Hadancourt-le-Haut-Clocher, Heilles, Hénonville, Hermes, Hodenc-l'Évêque, Hondainville, Houdancourt, La Houssoye, Ivors, Ivry-le-Temple, Jaméricourt, Jouy-sous-Thelle, Laboissière-en-Thelle, Labosse, Labruyère, Lachapelle-Saint-Pierre, Lagny-le-Sec, Laigneville, Lalande-en-Son, Lamécourt, Lamorlaye, Lattainville, Lavilletertre, Léglantiers, Lévignen, Liancourt, Liancourt-Saint-Pierre, Lierville, Lieuvillers, Loconville, Longueil-Sainte-Marie, Lormaison, Maimbeville, Mareuil-sur-Ourcq, Marolles, Maysel, Mello, Méru, Le Mesnil-en-Thelle, Le Mesnil-sur-Bulles, Le Mesnil-Théribus, Mogneville, Monceaux, Monchy-Saint-Éloi, Monneville, Montagny-en-Vexin, Montagny-Sainte-Félicité, Montépilloy, Montjavoult, Mont-l'Évêque, Montlognon, Montreuil-sur-Thérain, Monts, Morangles, Morienval, Mortefontaine, Mortefontaine-en-Thelle, Mouchy-le-Châtel, Mouy, Nanteuil-le-Haudouin, Néry, Neufchelles, Neuilly-en-Thelle, Neuilly-sous-Clermont, Neuville-Bosc, La Neuville-en-Hez, Noailles, Nointel, Noroy, Novillers, Ognes, Ormoy-le-Davien, Ormoy-Villers, Orrouy, Orry-la-Ville, Parnes, Péroy-les-Gombries, Plailly, Plainval, Le Plessier-sur-Saint-Just, Le Plessis-Belleville, Ponchon, Pontarmé, Pontpoint, Pont-Sainte-Maxence, Porcheux, Pouilly, Précy-sur-Oise, Pronleroy, Puiseux-en-Bray, Puiseux-le-Hauberger, Rantigny, Raray, Ravenel, Réez-Fosse-Martin, Reilly, Rémécourt, Rhuis, Rieux, Roberval, Rocquemont, Rosières, Rosoy, Rosoy-en-Multien, Rousseloy, Rouville, Rouvillers, Rouvres-en-Multien, La Rue-Saint-Pierre, Rully, Russy-Bémont, Sacy-le-Grand, Sacy-le-Petit, Saint-Aubin-sous-Erquery, Saint-Crépin-Ibouvillers, Saint-Félix, Sainte-Geneviève, Saint-Jean-aux-Bois, Saint-Just-en-Chaussée, Saint-Leu-d'Esserent, Saint-Martin-Longueau, Saint-Maximin, Saint-Pierre-es-Champs, Saint-Remy-en-l'Eau, Saint-Sulpice, Saint-Vaast-lès-Mello, Senlis, Senots, Serans, Sérifontaine, Séry-Magneval, Silly-le-Long, Silly-Tillard, Talmontiers, Thibivillers, Thiers-sur-Thève, Thiverny, Thury-en-Valois, Thury-sous-Clermont, Tourly, Trie-Château, Trie-la-Ville, Trumilly, Ully-Saint-Georges, Valdampierre, Valescourt, Varinfroy, Vauciennes, Vaudancourt, Le Vaumain, Vaumoise, Le Vauroux, Ver-sur-Launette, Verberie, Verderonne, Verneuil-en-Halatte, Versigny, Vez, Villeneuve-les-Sablons, La Villeneuve-sous-Thury, Villeneuve-sur-Verberie, Villers-Saint-Frambourg-Ognon, Villers-Saint-Genest, Villers-Saint-Sépulcre, Villers-sous-Saint-Leu, Vineuil-Saint-Firmin. |
| Communes de la couronne       | Yvelines          | 205    | Toutes les communes du département, hors celles dans le pôle principal et le pôle secondaire. |
| Communes de la couronne       | Val-d'Oise        | 130    | Toutes les communes du département, hors celles dans le pôle principal. |
| Communes de la couronne       | Essonne           | 128    | Toutes les communes du département, hors celles dans le pôle principal. |
| Communes de la couronne       | Eure              | 116    | Aigleville, Amécourt, Le Val d'Hazey, Authevernes, Bazincourt-sur-Epte, Bernouville, Bézu-la-Forêt, Bézu-Saint-Éloi, Frenelles-en-Vexin, Bois-Jérôme-Saint-Ouen, Bois-le-Roi, Boisset-les-Prévanches, La Boissière, Boncourt, Bosquentin, Bouchevilliers, Bretagnolles, Breuilpont, Bueil, Chaignes, Château-sur-Epte, Chauvincourt-Provemont, Coudray, Courcelles-sur-Seine, Courdemanche, La Couture-Boussey, Croisy-sur-Eure, Croth, Dangu, Douains, Doudeauville-en-Vexin, Vexin-sur-Epte, Écouis, Épieds, Étrépagny, Ézy-sur-Eure, Fains, Farceaux, Foucrainville, Fresney, Gadencourt, Gamaches-en-Vexin, Garennes-sur-Eure, Gasny, Gisors, Giverny, Guerny, L'Habit, Hacqueville, Hardencourt-Cocherel, Hébécourt, Hécourt, Hennezis, Heubécourt-Haricourt, Heudicourt, La Heunière, Houlbec-Cocherel, Ivry-la-Bataille, Lilly, Lisors, Longchamps, Louye, Mainneville, Marcilly-sur-Eure, Martagny, Ménilles, Mercey, Merey, Mesnil-sous-Vienne, Mesnil-sur-l'Estrée, Mesnil-Verclives, Mézières-en-Vexin, Morgny, Mouettes, Mouflaines, Mousseaux-Neuville, Muzy, Neaufles-Saint-Martin, Neuilly, La Neuve-Grange, Nojeon-en-Vexin, Notre-Dame-de-l'Isle, Noyers, Pacy-sur-Eure, Le Plessis-Hébert, Port-Mort, Pressagny-l'Orgueilleux, Puchay, Richeville, Sainte-Colombe-près-Vernon, Saint-Denis-le-Ferment, Saint-Étienne-sous-Bailleul, Sainte-Geneviève-lès-Gasny, Saint-Georges-Motel, Saint-Germain-sur-Avre, La Chapelle-Longueville, Saint-Laurent-des-Bois, Saint-Marcel, Sainte-Marie-de-Vatimesnil, Saint-Pierre-de-Bailleul, Saint-Pierre-la-Garenne, Saint-Vincent-des-Bois, Sancourt, Saussay-la-Campagne, Serez, Suzay, Le Thil, Les Thilliers-en-Vexin, Tilly, Vaux-sur-Eure, Vernon, Vesly, Villegats, Villers-en-Vexin, Villez-sous-Bailleul, Villiers-en-Désœuvre. |
| Communes de la couronne       | Eure-et-Loir      | 114    | Abondant, Anet, Ardelu, Aunay-sous-Auneau, Auneau-Bleury-Saint-Symphorien, Bailleau-Armenonville, Baudreville, Berchères-sur-Vesgre, Béville-le-Comte, Boncourt, Bouglainval, Le Boullay-les-Deux-Églises, Le Boullay-Mivoye, Le Boullay-Thierry, Boutigny-Prouais, Bréchamps, Broué, Bû, Champseru, La Chapelle-d'Aunainville, La Chapelle-Forainvilliers, Charpont, Chartainvilliers, Châtenay, Chaudon, La Chaussée-d'Ivry, Cherisy, Coulombs, Croisilles, Denonville, Dreux, Droue-sur-Drouette, Écluzelles, Écrosnes, Épernon, Escorpain, Faverolles, Fresnay-l'Évêque, Gallardon, Garancières-en-Beauce, Gas, Germainville, Gilles, Gommerville, Gouillons, Goussainville, Guainville, Le Gué-de-Longroi, Guilleville, Hanches, Havelu, Houx, Intréville, Léthuin, Levainville, Levesville-la-Chenard, Lormaye, Louville-la-Chenard, Luray, Maintenon, Maisons, Marchezais, Mérouville, Le Mesnil-Simon, Mévoisins, Mézières-en-Drouais, Moinville-la-Jeulin, Mondonville-Saint-Jean, Montreuil, Morainville, Moutiers, Néron, Neuville Saint Denis, Nogent-le-Roi, Oinville-Saint-Liphard, Oinville-sous-Auneau, Ormoy, Ouarville, Ouerre, Oulins, Oysonville, Pierres, Les Pinthières, Puiseux, Réclainville, Roinville, Rouvres, Sainte-Gemme-Moronval, Saint-Laurent-la-Gâtine, Saint-Léger-des-Aubées, Saint-Lubin-de-la-Haye, Saint-Lucien, Saint-Martin-de-Nigelles, Saint-Ouen-Marchefroy, Saint-Piat, Saint-Rémy-sur-Avre, Sainville, Santeuil, Saussay, Senantes, Serazereux, Serville, Sorel-Moussel, Soulaires, Trancrainville, Umpeau, Vernouillet, Vert-en-Drouais, Vierville, Villemeux-sur-Eure, Villiers-le-Morhier, Voise, Yermenonville, Ymeray. |
| Communes de la couronne       | Aisne             | 72     | Ancienville, Azy-sur-Marne, Belleau, Bézu-le-Guéry, Billy-sur-Ourcq, Bouresches, Brumetz, Bussiares, La Chapelle-sur-Chézy, Charly-sur-Marne, Chézy-en-Orxois, Chézy-sur-Marne, Chouy, Corcy, Coupru, Courchamps, Coyolles, Crouttes-sur-Marne, Dammard, Dampleux, Domptin, L'Épine-aux-Bois, Essises, Étampes-sur-Marne, Faverolles, La Ferté-Milon, Fleury, Gandelu, Haramont, Hautevesnes, Largny-sur-Automne, Laversine, Licy-Clignon, Louâtre, Lucy-le-Bocage, Macogny, Dhuys et Morin-en-Brie, Marigny-en-Orxois, Marizy-Sainte-Geneviève, Monnes, Montfaucon, Montgobert, Montigny-l'Allier, Montigny-lès-Condé, Montlevon, Montreuil-aux-Lions, Mortefontaine, Nesles-la-Montagne, Nogent-l'Artaud, Noroy-sur-Ourcq, Oigny-en-Valois, Passy-en-Valois, Pavant, Priez, Puiseux-en-Retz, Retheuil, Romeny-sur-Marne, Rozoy-Bellevalle, Saint-Gengoulph, Saulchery, Silly-la-Poterie, Soucy, Taillefontaine, Torcy-en-Valois, Troësnes, Vendières, Veuilly-la-Poterie, Viels-Maisons, Viffort, Villers-Cotterêts, Villiers-Saint-Denis, Vivières. |
| Communes de la couronne       | Loiret            | 40     | Andonville, Audeville, Augerville-la-Rivière, Autruy-sur-Juine, Bazoches-sur-le-Betz, Le Bignon-Mirabeau, Boësses, Boisseaux, Briarres-sur-Essonne, Bromeilles, Césarville-Dossainville, Charmont-en-Beauce, Chevannes, Chevry-sous-le-Bignon, Desmonts, Dimancheville, Dordives, Engenville, Erceville, Ervauville, Ferrières-en-Gâtinais, Fontenay-sur-Loing, Foucherolles, Intville-la-Guétard, Le Malesherbois, Marsainvilliers, Mérinville, Morville-en-Beauce, Nargis, Ondreville-sur-Essonne, Orville, Outarville, Pannecières, Pers-en-Gâtinais, Préfontaines, Puiseaux, Rouvres-Saint-Jean, Rozoy-le-Vieil, Sermaises, Thignonville. |
| Communes de la couronne       | Yonne             | 15     | Brannay, Champigny, Chaumont, Chéroy, Courlon-sur-Yonne, Lixy, Michery, Saint-Agnan, Serbonnes, Vallery, Villeblevin, Villemanoche, Villeneuve-la-Guyard, Villethierry, Vinneuf. |
| Communes de la couronne       | Marne             | 5      | Bouchy-Saint-Genest, Joiselle, Neuvy, Réveillon, Villeneuve-la-Lionne. |
| Communes de la couronne       | Aube              | 3      | La Louptière-Thénard, Montpothier, La Saulsotte. |
| Communes de la couronne       | Seine-Maritime    | 2      | Montroty, Neuf-Marché. |

## Démographie
Cette aire occupe, du fait de son importance, un statut à part dans les aires de plus 700 000 habitants, puisqu'avec 13 024 518 habitants en 2017, elle regroupe 19,5 % de la population au niveau national.